# Emelinus melsheimeri
Emelinus melsheimeri es una especie de coleóptero de la familia Aderidae.

## Distribución geográfica
Habita en el Sudeste de América del Norte y México.